# Saturnia homorpha
Saturnia homorpha är en fjärilsart som beskrevs av Felix Bryk 1922. Saturnia homorpha ingår i släktet Saturnia och familjen påfågelsspinnare. Inga underarter finns listade.